# 斯基德莫爾 (密蘇里州)
斯基德莫爾（英語：Skidmore）是位於美國密蘇里州諾德韋縣的城市。

## 人口
根據2020年美國人口普查的數據，斯基德莫爾的面積為0.85平方千米，皆為陸地。當地共有人口245人，而人口密度為每平方千米288人。